# Мярді (Отепяе)
Мя́рді (ест. Märdi küla) — село в Естонії, у волості Отепяе повіту Валґамаа.

## Населення
Чисельність населення на 31 грудня 2011 року становила 44 особи.

## Географія
Через населений пункт проходить автошлях 23180 (Ресту — Сігва).